# Титберидзе, Амвросий Семёнович
Амвро́сий (Амбро́сий) Семёнович (Силова́нович) Титбери́дзе  (груз. თითბერიძე ამბროსი სიმონის ძე; 1901, Личи — 12 декабря 1937, Тбилиси) — советский организатор кинопроизводства, руководитель грузинского кинематографа (1932—1937). Жертва политического террора в СССР.

## Биография
Родился в 1901 году в селе Личи Шорапанского уезда Кутаисской губернии. Образование — среднее.
Был членом организации «молодых социалистов-федералистов». Член ВКП(б) с 1925 года.
С 1928 года — секретарь партячейки КП(б) Грузии в Акционерном обществе государственной кинопромышленности ССР Грузии (АО «Госкинпром Грузии»), входил в состав бюро образованного в Грузии отделения «Общества друзей советской кинематографии». С октября 1930 года — заместитель председателя правления АО «Госкинпром Грузии». C 1932 годах — управляющий трестом АО «Госкинпром Грузии», в 1933—1936 годах — начальник Управления кинофотопромышленности при СНК ССР Грузии, в 1936—1937 годах — директор Государственного объединения кинопромышленности ССР Грузии («Госкинпром Грузии»). Председатель художественной коллегии «Госкинпрома Грузии» (1937). 
В июле 1933 года принял участие во Всесоюзном тематическом совещании по планированию художественных фильмов, в декабре 1935 года и в  январе 1937 года — во Всесоюзных киносовещаниях. в мае 1936 года — во Всесоюзном совещании по детскому фильму,
26 декабря 1935 года во время кинопросмотра в Кремле Б. З. Шумяцкий обратился к Сталину с просьбой наградить орденом «старейшего киноработника, руководителя Грузинской кинематографии тов. Титберидзе». Однако предложение принято не было.
21 октября 1933 года на заседании Художественного совета «Госкинпрома Грузии» выступил за допуск в прокат фильма Нины Гогоберидзе «Ужмури»; картина вышла на экраны, однако в 1936 году была снята с проката и запрещена. Автор сценария кинофильма «Дороже денег» (груз. „ფულზეძვირფასი“, совместно с Самсоном Сулакаури), документального фильма «Скотоводство в Грузии» (груз. „მესაქონლეობა საქართვეოში“), сценарии хранятся в Национальном архиве Грузии. Был инициатором создания фильма «Зурико» (груз. „ზურიკო“) по сценарию Диомида Антадзе, Нино Накашидзе и Александра Джалиашвили. После ареста Титберидзе работы над фильмом были прекращены.
В январе—августе 1937 года в «Госкинпроме Грузии» была проведена проверка финансовой деятельности предприятия, инспирированная органами госбезопасности республики. 17 апреля 1937 года в газете «Кино» Титберидзе был подвергнут резкой критике за невыполнение киностудией плана и нежелание отвечать на критику.
Арестован 21 октября 1937 года 4 отделом Управления государственной безопасности НКВД Грузинской ССР. Обвинён в участии в антисоветской организации правых и вербовке в неё новых членов, в проведении вредительской работы в «Госкинпроме Грузии», в разбазаривании и хищении народных средств. Приговорён 10 декабря 1937 года Тройкой при НКВД Грузинской ССР по статьям 58-7, 58-11, 114, 122 Уголовного кодекса Грузинской ССР к ВМН с конфискацией личного имущества. Расстрелян 12 декабря 1937 года.
На общем собрании работников «Госкинпрома Грузии» 22—23 ноября 1937 года все выступающие публично осудили действия арестованных «врагов народа» Титберидзе и его заместителя И. Г. Кикнадзе, разоблачали их «вредительскую» деятельность на киностудии.
Определением № 872 Верховного суда Грузинской ССР от 8 июня 1956 года решение Тройки при НКВД Грузинской ССР отменено и дело прекращено за отсутствием состава преступления. Было объявлено — умер 22 декабря 1943 года от абсцесса печени. Смерть зарегистрирована в бюро ЗАГСа Октябрьского района Тбилиси, акт № 31 от 6 апреля1956 года.

### Семья
- жена — Мариам (Мария) Дмитриевна Джапаридзе[37]; 
  - сын — Шота Амвросьевич Титберидзе (1924—1988), советский грузинский партийный и государственный деятель, министр лесной и деревообрабатывающей промышленности Грузинской ССР, член ЦК Компартии Грузии[38][39];
  - дочь — Лиза Титберидзе[K 2].

## Комментарии
1. ↑  В 1937 году был исключён из ВКП(б) за «контрреволюционную деятельность»[1].
2. ↑  Сведения о семье А. С. Титберидзе дополнены по информации его внука — Амброси Титберидзе.